# Rodolphe Thomas
Pour les articles homonymes, voir Thomas.
Rodolphe Thomas, né le 8 août 1962 à Falaise (Calvados), est un homme politique français.

## Biographie
Né à Falaise, il emménage en 1966 dans la ville nouvelle d'Hérouville-Saint-Clair avec ses parents qui y ouvrent l'un des premiers commerces de la ville nouvelle, un garage automobile. Titulaire d'un bac G, il reprend le commerce familial en 1993.
Après un mandat dans l'opposition au conseil municipal dont il est le benjamin, Rodolphe Thomas crée la surprise en emportant en 2001, le bastion de gauche qu'est traditionnellement Hérouville-Saint-Clair, à la faveur de la division du Parti socialiste local entre Louis Mexandeau et François Geindre, et devient 1er vice-président de la communauté d'agglomération Caen la Mer.
L'année suivante, il confirme en enlevant également la 2e circonscription du Calvados. Membre du groupe UDF, il siège à la commission des affaires économiques dont il est vice-président du groupe d'études sur l'automobile et sur la contrefaçon. Il est également membre titulaire de la commission supérieure du crédit maritime mutuel.
Proche de Jean-Louis Borloo mais fidèle à François Bayrou, il cultive une apparence de jeune premier décontracté et une identité d'élu de terrain, en décalage avec la représentation classique de l'homme politique. Après des débuts difficiles et hésitants, il engage un vaste projet de rénovation urbaine de 150 millions d'euros.
Soutien de Nicolas Sarkozy au deuxième tour de élection présidentielle de 2007 quand François Bayrou s'abstient de donner une consigne de vote, il se présente sous l'étiquette majorité présidentielle, et soutenu par le MoDem, aux législatives de 2007, mais perd son siège de parlementaire face à la socialiste Laurence Dumont.
Revenu entièrement auprès de François Bayrou, qui dit de lui qu'« il ne cessera jamais de nous étonner », il est candidat en mars 2008 à sa propre succession à la mairie ainsi qu'aux élections cantonales face à Magali Le François sur le canton de Caen-6. Victorieux aux municipales dès le premier tour avec un score supérieur à 53 %, et simultanément aux cantonales, il est reconduit aussi comme 1er vice-président de Caen la Mer.
Le 29 juillet 2009, il devient membre du bureau exécutif national du MoDem,.
Candidat « MoDem / Le Centre pour la France » dans la 2e circonscription du Calvados aux législatives de 2012, il met en ballottage la députée socialiste sortante, Laurence Dumont, avec 20,65 % des suffrages exprimés au premier tour, contre 45,97 % à sa rivale.
Le 23 mars 2014, Rodolphe Thomas remporte les élections municipales dès le premier tour avec une majorité de 63,83 % des suffrages ; et il est réélu maire par le conseil municipal, le 29 mars suivant. Il est aussi reconduit au poste de 1er vice-président de l'agglomération,,,.
En mars 2015, il est élu conseiller départemental du canton d'Hérouville-Saint-Clair en tandem avec Sylviane Lepoittevin,. Ils ont pour suppléants Coralie Belamy et Erwann Bernet.
En décembre 2015, il pilote la liste d'union de la droite dans le Calvados lors des régionales,. Il est élu et devient le 4e vice-président du conseil régional de Normandie, chargé de la politique de la Ville et de la cohésion sociale,,.
Atteint par le cumul des mandats, Rodolphe Thomas quitte le conseil départemental du Calvados et est remplacé par son suppléant, Erwann Bernet,.
A l'instar de François Bayrou et plusieurs personnalités du MoDem, Rodolphe Thomas soutient Emmanuel Macron à l'élection présidentielle de 2017.

## Mandats
Député
- 19 juin 2002 - 19 juin 2007 : député de la 2e circonscription du Calvados

Conseiller général
- 21 mars 2008 - 2 avril 2015 : conseiller général du canton de Caen-6

Conseiller régional
- 2016-2021 : 4e vice-président du conseil régional de Normandie, chargé de la politique de la Ville et de la cohésion sociale
- Depuis 2021 : 10e vice-président du conseil régional de Normandie, chargé de la politique de la Ville, de la cohésion sociale et de la sécurité

Conseiller d'agglomération
- Depuis 2001 : 1er vice-président de Caen la Mer

Conseiller municipal
- 19 juin 1995 - 18 mars 2001 : conseiller municipal d'opposition d'Hérouville-Saint-Clair
- Depuis 2001 : maire d'Hérouville-Saint-Clair